# Hanna Czeczott

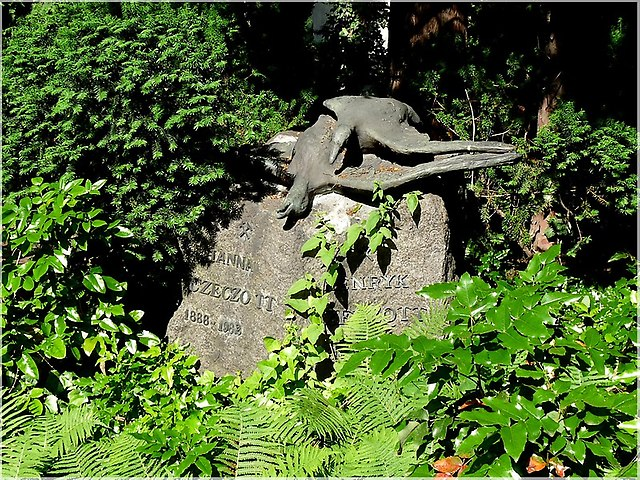
Grób Hanny i Henryka Czeczottów na cmentarzu ewangelicko-reformowanym w Warszawie

Hanna Czeczott (Czeczottowa, z domu Peretiatkowicz; ur. 3 stycznia 1888 w Petersburgu, zm. 17 marca 1982 w Warszawie) – polska uczona, specjalizująca się w paleobotanice i fitogeografii. Organizatorka pracowni paleobotanicznej i pracownik naukowy Muzeum Ziemi Polskiej Akademii Nauk, badaczka flor kopalnych, autorka opracowań flory bursztynu bałtyckiego czy flory mioceńskej z Kopalni Węgla Brunatnego „Turów”.

## Życiorys
Urodziła się 3 stycznia 1888 w Petersburgu jako córka Gracjana Peretiatkowicza i Leonidy z Wilpiszewskich, w rodzinie polskiej pochodzącej z Wołynia. Miała kilkanaścioro rodzeństwa, którym opiekowała się od śmierci matki w 1903 roku. Ukończyła gimnazjum Stojuninej w Petersburgu w 1905 r. po czym w 1906 r. przeniosła się z rodziną do Warszawy. W latach 1906–1910 pracowała jako nauczycielka języka rosyjskiego i korepetytorka. Równocześnie uczęszczała na studia przyrodnicze organizowane przez Towarzystwo Kursów Naukowych, w ramach których odbywały się wykłady z historii sztuki, filozofii, chemii i geologii. 
W 1910 poślubiła inżyniera górnictwa Henryka Czeczotta, z którym wyjechała do Rosji. W Petersburgu rozpoczęła w 1911 naukę na Kursach Przyrodniczych dla Kobiet (odpowiednik wyższej uczelni) i Kursach Pedagogicznych Języków Obcych (język angielski), które z powodu rewolucji zamknięto w 1917 r. W latach 1917–1920 kontynuowała studia na Wydziale Biogeograficznym Instytutu Geograficznego. Pracę dyplomową wykonaną pod kierunkiem prof. W. N. Sukaczewa pt. Liesa zapadnych skłonow Chibinskich gor i okrestnostiej goroda Murmanska obroniła w 1922 roku. Studia trwały długo, przerywane działaniami wojennymi ale też podróżami z mężem po świecie. 
W 1922 roku powróciła do Polski. Wraz z mężem, który objął katedrę na Akademii Górniczo-Hutniczej zamieszkała w Krakowie. Od 1922 do 1931 była zatrudniona przez Instytut Botaniczny Uniwersytetu Jagiellońskiego pracując w Zakładzie Systematyki Uniwersytetu Jagiellońskiego kierowanym przez Władysława Szafera. Lato 1923 roku spędziła w Dolinie Kościeliskiej uczestnicząc w jej badaniach prowadzonych przez zespół kierowany przez Szafera. Po śmierci męża (1928) przeniosła się w 1931 roku na stałe do Warszawy. Nawiązała współpracę z Zakładem Systematyki i Geografii Roślin Uniwersytetu Warszawskiego kierowanym przez prof. Bolesława Hryniewieckiego, z Instytutem Badawczym Ministerstwa Leśnictwa oraz po kilku latach z Państwowym Instytutem Geologicznym.
W czasie II wojny światowej wiele jej maszynopisów i notatek, arkuszy zielnikowych oraz pozycji z biblioteczki naukowej uległo zniszczeniu. Utrzymywała się wówczas z nauczania języków obcych. Po zakończeniu działań wojennych w 1945 r. podjęła pracę w Zakładzie Ekologii Roślin Instytutu Badawczego Ministerstwa Rolnictwa. W 1948 przeniosła się do Muzeum Ziemi PAN w Warszawie, w którym od 1946 organizowała, a w latach 1948–1960 kierowała Pracownią Paleobotaniczną. Profesor Władysław Szafer proponował jej przeprowadzenie przewodu doktorskiego na Uniwersytecie Jagiellońskim, na co się nie zdecydowała, poświęcając swój czas tylko badaniom. W 1955 w uznaniu osiągnięć naukowych została mianowana profesorem nadzwyczajnym, pomimo braku doktoratu. Po przejściu na emeryturę w 1960 r. nadal sprawowała opiekę nad Pracownią Paleobotaniczną, aż do połowy lat 70.
Zmarła 17 marca 1982 roku w Warszawie. Została pochowana na cmentarzu ewangelicko-reformowanym w Warszawie (kwatera N-1-44).

## Działalność naukowa
Odbyła wiele podróży badawczych, uczestnicząc między innymi w licznych ekspedycjach męża w głąb Azji (Ałtaj, Turkiestan). W latach 1913–1914 wraz z mężem podróżowała po Stanach Zjednoczonych i Kanadzie. Brała wówczas udział w badaniach prowadzonych w kopalniach w stanach Pensylwania, Montana i Kalifornia. Następnie udała się na Alaskę i do kanadyjskiego Klondike. W późniejszych latach wyjeżdżała w celach badawczych do Azji Mniejszej (Turcja), na Wyspy Kanaryjskie (1925) i do krajów zachodniej Europy. Prowadziła w czasie tych podróży badania botaniczne, głównie fitosocjologiczne i dendrologiczne. Przywoziła także zielniki, gromadząc bogate zbiory.
Podczas pobytu w Krakowie w latach 20. XX wieku i współpracy z Zakładem Systematyki kierowanym przez Władysława Szafera podsumowała badania w obszarze systematyki i geografii roślin prowadzone podczas ekspedycji w pracy pt. Element atlantycki we florze Polski (1928). W Warszawie, współpracując z Zakładem Systematyki i Geografii Roślin UW opracowywała materiały z podróży do krajów śródziemnomorskich. W 1939 opublikowała obszerne opracowanie współczesnej flory i szaty roślinnej Turcji pt. A contribution to the knowledge of the flora and vegetation of Turkey. W dowód uznania na jej cześć gatunek groszku występujący w Turcji nazwano Lathyrus czeczottianus Bässler. Z kolei we współpracy z Instytutem Badawczym Ministerstwa Leśnictwa (prof. Bolesław Hryniewiecki) prowadziła badania zmienności rodzimych gatunków dębu, grabu i buka, których wyniki opublikowała w kilku artykułach w latach 1932–1936. Analizowała także przeszłość tych gatunków drzew, w wyniku czego opublikowała swoją pierwszą pracę paleobotaniczną pt. Co to jest Fagus feroniae Unger (1934). Na zlecenie Państwowego Instytutu Geologicznego (prof. geologii Jan Czarnocki) zgromadziła w 1937 r. florę mioceńską w Zaleścach koło Wiśniowca na Wołyniu. Jej opracowanie ukazało się dopiero po II wojnie światowej. Tematyka ta ukierunkowała jej dalsze zainteresowania badawcze na paleobotanikę. 

### Badania flory kopalnej Turowa

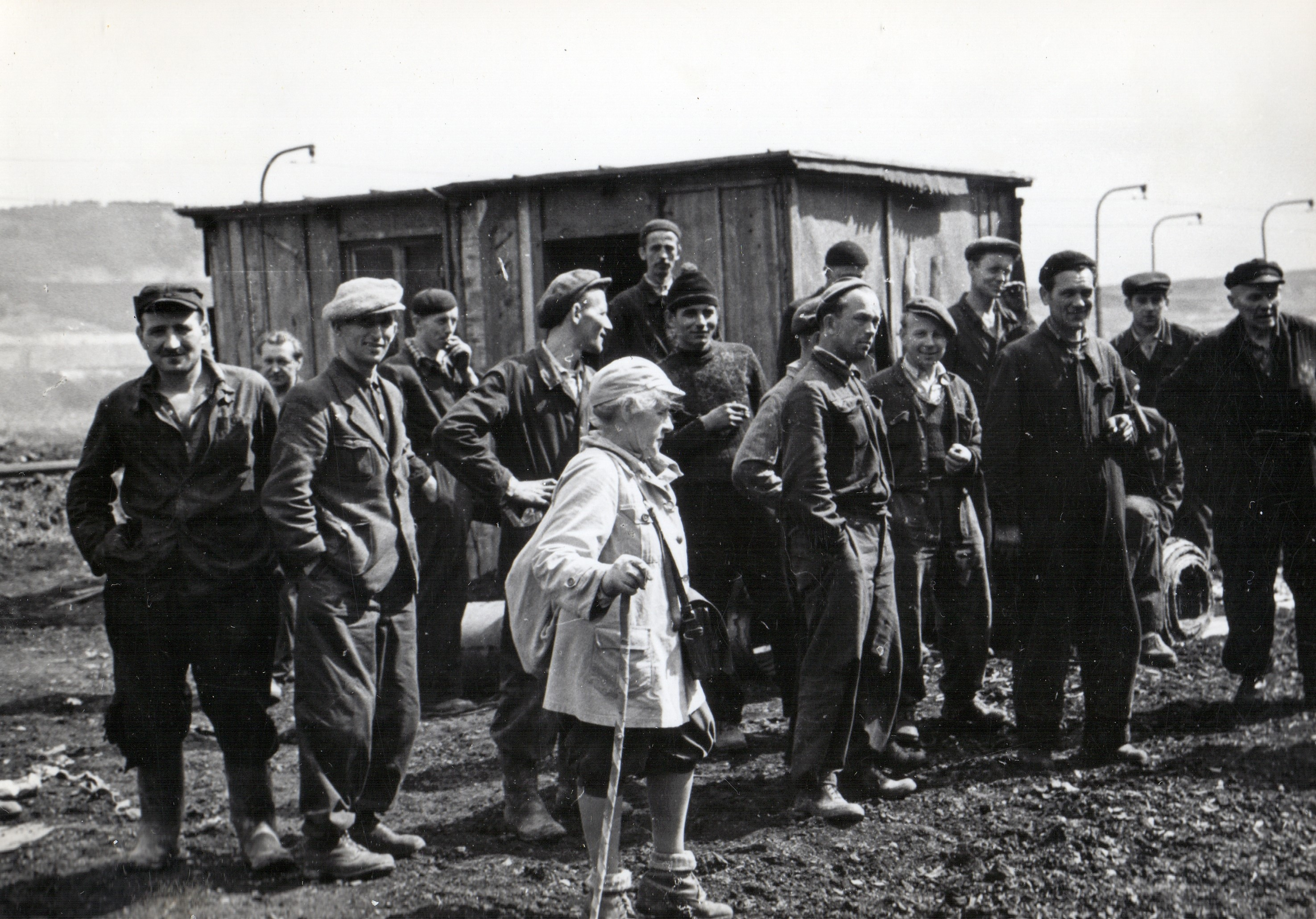
Hanna Czeczottowa wraz z górnikami w kopalni węgla w Turoszowie 1965 r.

W 1947 roku odkryła trzeciorzędową florę kopalną na terenie kopalni węgla brunatnego „Turów” w Turoszowie (noszącego do 1958 nazwę Zatonie). Zorganizowała i od 1948 r. kierowała zakrojonymi na szeroką skalę zespołowymi badaniami tej flory, z ramienia Muzeum Ziemi PAN. Celem badań było ustalenie przynależności botanicznej szczątków roślin, określenie wieku kopalnej flory oraz odtworzenie zbiorowisk węglotwórczych. Odbywała się jedna lub dwie wyprawy terenowe w roku, szczegółowo uzgadniane z dyrektorem kopalni, który przydzielał zespołowi 1–2 górników jako wsparcie. Poszukiwano między innymi piaszczystych soczew z nasionami kopalnymi, lignitów i buł syderytowych z odciskami liści. Do współpracy przy tych badaniach zapraszała wielu naukowców z kraju i świata, w tym profesor Alinę Skirgiełło, profesora Mikołaja Kostyniuka czy Zofię Zalewską. Pozyskane tam w latach 1950–1980 zbiory florystyczne (szczątki roślin takie jak pnie drzew, liście, owoce, nasiona, mchy i grzyby) należą do największych kolekcji na świecie. Zajmowała się osobiście dokumentacją zbiorów. Do jej cennych paleobotanicznych znalezisk zalicza się pień Cycadeoidea, rośliny kopalnej rzadkiej na terenie Polski. Posiadała szeroką wiedzę o szczątkach kopalnych roślin i osobiście analizowała szczątki karpologiczne i odciski liści, ale aktywnie uczestniczyła także w analizie pyłków (palinologia). Wprowadziła do Pracowni Paleobotanicznej metodę badań z użyciem analizy nabłonkowej, zaobserwowaną u niemieckiego paleobotanika Helmuta Jähnichena, realizowane i kontynuowane następnie przez Krystynę Juchniewicz.

### Badania flory bursztynu
Tematyką pochodzenia bursztynu bałtyckiego oraz jego inkluzjami roślinnymi zainteresował ją zatrudniony w Muzeum Ziemi znawca bursztynu Adam Chętnik. W 1958 roku rozpoczęła prace w tym kierunku i zweryfikowała oznaczenia publikowane w literaturze na przestrzeni XVIII–XX wieku. W 1961 r. opublikowała wyniki w polsko–angielskiej pracy pt. Skład i wiek flory bursztynów bałtyckich. Część pierwsza, która stała się publikacją cytowaną we wszystkich późniejszych opracowaniach dotyczących pochodzenia bursztynu bałtyckiego. Spośród ponad 700 nazw gatunkowych i rodzajowych zawartych w analizowanej literaturze poddanych weryfikacji, zamieściła na swojej liście 216 nazw gatunków i rodzajów roślin kopalnych, wraz z ich porównaniami do przedstawicieli obecnej flory. Wśród roślin eoceńskich lasów bursztynodajnych znaleźli się przedstawiciele rodzajów żyjących współcześnie, np.: brodek (Phascum), płonnik (Polytrichum), sosna (Pinus), jodła (Abies), sekwoja (Sequoia), len (Linum), Dryandra, bodziszek (Geranium), dąb (Quercus) oraz wymarłych np.: Muscites, Scoropsis, Bembergia czy Berendtia. Praca ta stanowiła pierwszą część planowanej kilkuczęściowej rozprawy o pochodzeniu bursztynu bałtyckiego, inkluzjach roślinnych w bursztynie i oznaczeniu jego wieku w oparciu o zawartą w nim florę. Kolejne części rozprawy nie ukazały się drukiem i w postaci fragmentów maszynopisów znajdują się w archiwum Muzeum Ziemi PAN w Warszawie. 
Materiał do badań botanicznych i mineralogicznych pozyskiwała między innymi w trakcie 27 podróży na Pomorze, odbywanych od roku 1959. Kupowała wówczas ciekawe okazy bursztynu w formie naturalnej oraz gotowe wyroby, głównie z inkluzjami organicznymi. Z tej kolekcji, rozproszonej pod koniec życia, zachowało się 239 okazów, które spadkobiercy przekazali w 1982 roku do zbiorów Muzeum Ziemi PAN w Warszawie.

### Współpraca i popularyzacja
Prowadziła szeroko zakrojoną współpracę z instytucjami naukowymi, bibliotekami i zielnikami, pracując m.in. w Paryżu, Wiedniu, Kew, Pradze, Berlinie, Kijowie, Manchesterze. Prezentowała wyniki swoich badań na międzynarodowych kongresach botanicznych w Cambridge (1930), Amsterdamie (1935) i Paryżu (1954), na Kongresie Botaników Słowiańskich w Warszawie (1931) i Kongresie Słowiańskich Geografów w Sofii (1936). Jej dorobek naukowy obejmuje 32 publikacje, z czego 16 o tematyce paleobotanicznej. Z przedwojennych arkuszy zielnikowych ocalały tylko jej prywatne kolekcje z Turcji i Wysp Kanaryjskich, przekazane po śmierci Uniwersytetowi Warszawskiemu. Część zdublowanych arkuszy zielnikowych znalazła się w Instytucie Botaniki im. W. Szafera PAN w Krakowie. W Muzeum Ziemi PAN pozostały po jej wieloletniej pracy bogate materiały warsztatowe, w tym notatki o florach kopalnych, o roślinach współczesnych (z zielników i ogrodów botanicznych Europy), a także materiały robocze do opracowań poszczególnych rodzin flor trzeciorzędowych. Zachowała się także obszerna korespondencja naukowa prowadzona z wieloma czołowymi na świecie botanikami i paleobotanikami, do korespondentów należeli m.in. Knut Fægri (1909–2001), Rudolf Florin (1894–1965), Razvan Givulescu (1920–2007), Harry Godwin (1901–1985), Stefan Kownas, Heinrich Handel-Mazzetti (1882–1940), Thomas Maxwell Harris (1903–1983), Wilfried Krutzsch (ur. 1928), Jerzy Lilpop, Władysław Szafer, Armen Tachtadżian, Friedrich Thiergart (1905–1977), Hermann Weyland (1888-1974).
Angażowała się w działania popularyzujące paleobotanikę, w tym wspomagała opracowywanie scenariuszy wystaw w Muzeum Ziemi. Zorganizowała także stałą ekspozycję paleobotaniczną w nieistniejącym już Muzeum Górniczym w kopalni „Turów”.
Nazwy taksonów jej autorstwa są oznaczane nazwiskiem Czeczott, np. Scorzonera nutans Czeczott Acta Soc. Bot. Poloniae 1932: ix. 41, Astragalus ilgazensis Czeczott Acta Soc. Bot. Polon. 1932, ix. 35, czy Aethionema paphlagonicum Czeczott & Beauverd Acta Soc. Bot. Polon. 1932, ix. 31. Opublikowała kilkadziesiąt nazw taksonów roślin.
Jej nazwisko zostało upamiętnione w nazwach roślin kopalnych: Cycladinoxylon czeczotti Zalewska, Nectandrophyllum czeczotti Juchniewicz, Quercus czeczotiae Hummel.

## Członkostwo
- Należała jako członek korespondent (od 1945)[3] i członek zwyczajny (od 1949)[6] do Towarzystwa Naukowego Warszawskiego,
- Członkini honorowa Polskiego Towarzystwa Botanicznego (od 1968)[4],
- Członkini honorowa Polskiego Towarzystwa Przyrodników im. M. Kopernika (od 1975)[3].

## Nagrody i odznaczenia
- Nagroda Centralnego Urzędu Geologii (1952) za pracę Środkowomioceńska flora Zalesiec koło Wiśniowca[3],
- Medal 10-lecia Polski Ludowej (1954)[3],
- Krzyż Kawalerski Orderu Odrodzenia Polski (1956)[13],
- Krzyż Komandorski Orderu Odrodzenia Polski (1966)[3],
- Tytuł „Honorowego Górnika Turowa” wraz ze złotą odznaką „Zasłużony Pracownik Turowa”, nadane przez dyrekcję kopalni Turów (1967)[1],
- Order Sztandaru Pracy II klasy (1972)[1].

## Wybrane publikacje
- Hanna Czeczott, Liesa zapadnych skłonow Chibinskich gor i okrestnostiej goroda Murmanska, „Bull. de l'Inst. Geographique de Leningrad”, 5, 1925, s. 48–72.
- Hanna Czeczott, Element atlantycki we florze polskiej, „Rozpr. Wydz. Mat.-Przyr. PAU”, 65–66, Kraków: Polska Akademia Umiejętności, 1928, s. 221–286.
- Hanna Czeczott, Distribution of Fagus orientalis Lipsky, [w:] Rübel, Die Buchenwälder Europas, Zürich 1932, s. 362–387.
- Hanna Czeczott, Diagnoses plantarum novarum in Anatolia septentrionali anno 1925 lectarum, „Acta Soc. Bot. Pol.”, 9 (1–2), Warszawa: Polskie Towarzystwo Botaniczne, 1932, s. 31–45.
- Hanna Czeczottowa, Studium nad zmiennością liści buków: Fagus orientalis Lipsky, F. silvatica L. i form przejściowych. Część 1, „Rocznik Pol. Tow. Dendrol.”, 5, 1933, s. 1–77.
- Hanna Czeczottowa, Studium nad zmiennością liści buków: Fagus orientalis Lipsky, F. silvatica L. i form przejściowych. Część 2, „Rocznik Pol. Tow. Dendrol.”, 6, Polskie Towarzystwo Dendrologiczne, 1936, s. 1–68.
- Hanna Czeczott, A contribution to the knowledge of the flora and vegetation of Turkey, [w:] Friedrich Fedde, Repertorium specierum novarum regni vegetabilis, Dahlem bei Berlin 1938–1939. Brak numerów stron w książce
- Hanna Czeczottowa, Środkowomioceńska flora Zalesiec koło Wiśniowca, „Acta Geologica Polonica”, 2 (3), 1951, s. 349–445.
- Hanna Czeczott, Flora kopalna Turowa koło Bogatyni. I, „Prace Muzeum Ziemi”, 3, Warszawa 1959, s. 1–64.
- Hanna Czeczott, Skład i wiek flory bursztynów bałtyckich. Część pierwsza. The flora of the Baltic amber and its age. First part., „Prace Muzeum Ziemi”, 4, 1961, s. 119–145.
- Hanna Czeczott, Alina Skirgiełło, Flora kopalna Turowa koło Bogatyni. II. 5. Monocotyledoneae, Sparganiaceae, Zingiberaceae, „Prace Muzeum Ziemi”, 33, Warszawa 1980, s. 17–21.